# Conselho para a Economia
O Conselho para a Economia é um dicastério da Cúria Romana comissionado pelo Papa Francisco para harmonizar as políticas de controle sobre a gestão econômica da Santa Sé e da Cidade do Vaticano.

## Instituição
Com a carta apostólica em forma de motu proprio de 24 de fevereiro de 2014 Fidelis dispensator et prudens, o Papa Francisco instituiu o Conselho para a Economia, a Secretaria para a Economia e o Auditor Geral.
O Conselho tem a "função de supervisionar a gestão econômica e vigiar sobre as estruturas e as atividades administrativas e financeiras dos Dicastérios da Cúria Romana, das Instituições ligadas à Santa Sé e do Estado da Cidade do Vaticano"; é composto por quinze membros, dos quais oito são cardeais e bispos e sete especialistas financeiros leigos de vários países, e é presidido por um cardeal coordenador, coadjuvado por um secretário prelado. O controle e a fiscalização das entidades sob a alçada do Conselho são assegurados pela Secretaria para a Economia.
O motu proprio não altera as atribuições da Administração do Patrimônio da Sé Apostólica ou da AIF.
Em 22 de fevereiro de 2015, foram aprovados os Estatutos do Conselho da Economia, da Secretaria da Economia e do Auditor Geral..

## Membros
Em 6 de agosto de 2020, o Papa Francisco nomeou os seguintes membros para o Conselho:
- Reinhard Marx, arcebispo de Munique e Freising, coordenador
- Anders Arborelius, O.C.D., bispo de Estocolmo
- Péter Erdő, arcebispo de Esztergom-Budapeste
- Gérald Cyprien Lacroix, I.S.P.X., arcebispo de Quebéc
- Giuseppe Petrocchi, arcebispo de L'Aquila
- Odilo Pedro Scherer, arcebispo de São Paulo
- Joseph William Tobin, C.SS.R., arcebispo de Newark
- Charlotte Kreuter-Kirchhof (Alemanha), vice-coordenador[6]
- Marija Kolak (Alemanha)
- Maria Concepcion Osacar Garaicoechea (Espanha)
- Eva Castillo Sanz (Espanha)
- Ruth Mary Kelly (Reino Unido)
- Lesile Jane Ferrar (Reino Unido)
- Alberto Minali (Itália)

Em 4 de janeiro de 2022, o Papa Francisco nomeou como membro:
- Louis Raphaël I Sako, patriarca Caldeu de Bagdá

### Membros eméritos
- Juan Luis Cipriani Thorne (2014 – 2019)
- Daniel DiNardo (2014 – 2019)
- Wilfrid Fox Napier, O.F.M. (2014 – 2019)
- Jean-Pierre Bernard Ricard (2014 – 2019)
- Norberto Rivera Carrera (2014 – 2019)
- John Tong Hon (2014 – 2019)
- Agostino Vallini (2014 – 2019)
- John F. Kyle (2014 – 2019)
- Jochen Messemer (2014 – 2019)
- George Yeo (2014 – 2019)
- Francesco Vermiglio (2014 – 2019)
- Enrique Llano Cueto (2014 – 2019)
- Jean-Baptiste Douville de Franssu (2014)